# Jaqueline Gomes de Jesus
Jaqueline Gomes de Jesus (Brasília, 7 de março de 1978) é uma psicóloga, professora universitária e ativista brasileira. Foi a primeira gestora do sistema de cotas para negros da Universidade de Brasília (UnB). Por sua contribuição com o debate sobre relações raciais, gênero, identidade de gênero, sexualidades e direitos humanos, recebeu em 2017 a Medalha Chiquinha Gonzaga da Câmara Municipal do Rio de Janeiro, por indicação da vereadora Marielle Franco.

## Biografia
Professora de Psicologia do Instituto Federal do Rio de Janeiro (IFRJ), lotada no Campus Belford Roxo, compõe o quadro de pesquisadores do Departamento de Direitos Humanos, Saúde e Diversidade Cultural da Escola Nacional de Saúde Pública Sérgio Arouca da Fundação Oswaldo Cruz (DIHS/ENSP/FIOCRUZ). É docente permanente do Programa de Pós-Graduação em Ensino de História (ProfHistória) da Universidade Federal Rural do Rio de Janeiro (UFRRJ) e do Programa de Pós-Graduação em Bioética, Ética Aplicada e Saúde Coletiva (PPGBIOS) da Escola Nacional de Saúde Pública Sérgio Arouca da Fundação Oswaldo Cruz.
Jaqueline nasceu em Brasília, filha de um operador de computadores da UnB, o sergipano Gizélio Gomes de Jesus, e de uma professora da rede básica, no Centro Educacional 9 de Ceilândia, a mineira Maria Marly da Cunha Gomes, que foi a primeira pessoa da família a concluir o Ensino Superior, no curso de Pedagogia da UnB. Seus avós maternos, Jonas Pinto da Cunha e Terezinha Duarte da Silva, foram candangos que trabalharam na construção da Capital Federal, tendo montado um barraco de tapumes em frente ao Campus Darcy Ribeiro (UnB). Ela cresceu no Setor O da Ceilândia e completou seu Ensino Fundamental em um colégio de freiras de Taguatinga.
Ingressou no curso de Química em 1996, o qual largou após um ano, quando se tornou caloura do curso de Psicologia na Universidade de Brasília (UnB), onde também cursou seu mestrado, concluído em 2005, com a dissertação "Trabalho Escravo no Brasil Contemporâneo: Representações Sociais dos Libertadores", e doutorado, concluído em 2010, com a tese "O Protesto na Festa: Política e Identidade nas Paradas do Orgulho LGBT". Concluiu pesquisa de pós-doutorado no Centro de Pesquisa e Documentação de História Contemporânea do Brasil da Fundação Getúlio Vargas em 2014, tendo investigado trabalho e movimentos sociais.
Participa de movimentos sociais desde 1997, quando conheceu o Estruturação - Grupo LGBT de Brasília, do qual se tornaria presidente em 1999. Ainda durante a graduação, ajudou fundar a Associação de Acadêmicos Gays, Lésbicas e Simpatizantes do Brasil (AAGLS), presidida por Luiz Mott, e fundou a ONG Ações Cidadãs em Orientação Sexual (ACOS).
Foi assessora do vice-reitor da UnB, Timothy Mulholland, e participou da formulação do Sistema de Cotas para Negras e Negros, iniciativa pioneira no país, do qual foi a primeira gestora, ocupando o cargo de Assessoria de Diversidade e Apoio aos Cotistas e coordenadora do Centro de Convivência Negra, entre 2004 e 2008.
Participou da organização da 1ª Conferência Distrital GLBT e da 1ª Conferência Nacional LGBT. Foi eleita presidente do Fórum LGBT do DF e do Entorno, tendo sido uma das organizadoras da Parada LGBT de Brasília. Também foi Conselheira do Conselho Regional de Psicologia do Distrito Federal.
Entre 2008 e 2010, atuou no Departamento de Saúde, Previdência e Benefícios do Ministério do Planejamento , fazendo parte da equipe que formulou o Subsistema Integrado de Atenção à Saúde dos Servidores Públicos Federais (SIASS), sendo responsável técnica pelos Princípios, Diretrizes e Ações em Saúde Mental, entre 2008 e 2009, e foi Assessora Técnica da Presidência da República em 2011 e do Ministério da Justiça em 2012, no âmbito da Secretaria Nacional de Políticas sobre Drogas.
Autora e organizadora do primeiro livro em língua portuguesa sobre transfeminismo, "Transfeminismo: Teorias e Práticas", de 2014. No campo do audiovisual, tem diversas participações em televisão e internet, compondo o elenco de debatedores do programa "Debate", do Canal Futura, que oferece ao público discussões aprofundadas e contextualizadas sobre educação e temas da atualidade. Escreveu o texto e atuou, junto com a professora e dramaturga Dodi Leal, no curta-metragem "Nós Somos a Neblina", de 2021.
Por indicação da vereadora Marielle Franco, a primeira mulher trans e negra a receber a Medalha Chiquinha Gonzaga, que homenageia mulheres que contribuíram com os direitos humanos, artísticos, democráticos e culturais. Recebeu também o Prêmio Rio Sem Homofobia, do Estado do Rio de Janeiro, entre outras honrarias.
Participou do Grupo de Trabalho para Sistematização das Normas Eleitorais instituído pela Presidência do Tribunal Superior Eleitoral, desenvolvendo pesquisa sobre participação política da população LGBT. Desenvolve pesquisa sobre saúde mental de minorias sexuais e de gênero em países de baixa e média renda, em parceria com a Universidade Duke.
É pesquisadora-líder do ODARA - Grupo Interdisciplinar de Pesquisa em Cultura, Identidade e Diversidade (CNPq), integra a Comissão de Direitos Humanos do Conselho Federal de Psicologia (CFP) e desde 2021 preside a Associação Brasileira de Estudos da Trans-Homocultura (ABETH).
Jaqueline se considera uma "candanga que vive no Rio" ou uma "carioca que nasceu em Brasília", mantendo interlocuções com a sua cidade-natal.

## Obras
Livros publicados
- O Livro Sem Título (Thesaurus Editora, Brasília)
- O que é Racismo? (Escolar Editora, Lisboa)
- O que é Saúde Mental? (Escolar Editora, Lisboa)
- Transfeminismo: Teorias e Práticas (Metanoia Editora, Rio de Janeiro)
- Homofobia: Identificar e Prevenir (Metanoia Editora, Rio de Janeiro)
- Ainda que tardia: escravidão e liberdade no Brasil contemporâneo (Gramma Editora, Rio de Janeiro)
- Eu Não Sou Uma Mulher? E outros discursos de Sojouner Truth (Nandyala Editora, Belo Horizonte)
- O que é Psicologia? (Escolar Editora, Lisboa)
- Como eu não dancei (N-1 Edições, São Paulo)

## Prêmios e Homenagens
- 2016 — Prêmio Rio Sem Homofobia, do Governo do Estado do Rio de Janeiro[28]
- 2017 — Medalha de Reconhecimento Chiquinha Gonzaga, da Câmara Municipal do Rio de Janeiro[1]